# Cristo tra i dottori (Borgianni)
Cristo tra i dottori è il tema di un dipinto di Orazio Borgianni conservato nel Rijksmuseum di Amsterdam. 

## Storia
Il dipinto è stato pubblicato da Federico Zeri, nel 1956, che lo rinvenne in una collezione privata newyorchese. Dopo alcuni successivi passaggi di proprietà il quadro fu acquistato nel 2012 dalla Broere Charitable Foundation e dato in prestito al Rijksmuseum di Amsterdam, ove l'opera è attualmente esposta.
Vi è ampio consenso negli studi sul fatto che il quadro sia individuabile nel «Cristo mediano que sta in acto del disputar, original del Borgian» menzionato in un inventario di  beni appartenenti a Juan de Lezcano (redatto nel 1631), segretario di Francisco Ruiz de Castro che fu ambasciatore del Regno di Spagna presso lo Stato Pontificio, risiedendo per tale ufficio a Roma tra il 1609 e il 1616. 
Si pensa che il dipinto fu eseguito, presumibilmente su commissione dello stesso Lezcano o di Ruiz de Castro, durante i primi anni del soggiorno romano di costoro. Il Lezcano fu peraltro assiduo frequentatore ed ammiratore del Borgianni e forse i due si conobbero già in Spagna, dove il pittore romano visse ed operò per alcuni anni prima di ritornare nella sua città natale.
Della tela esiste una seconda versione, di qualità inferiore a quella di Amsterdam ma comunque ritenuta una replica autografa, che fu lungamente conservata nella collezione Pandolfi-Elmi di Foligno.

## Descrizione e stile

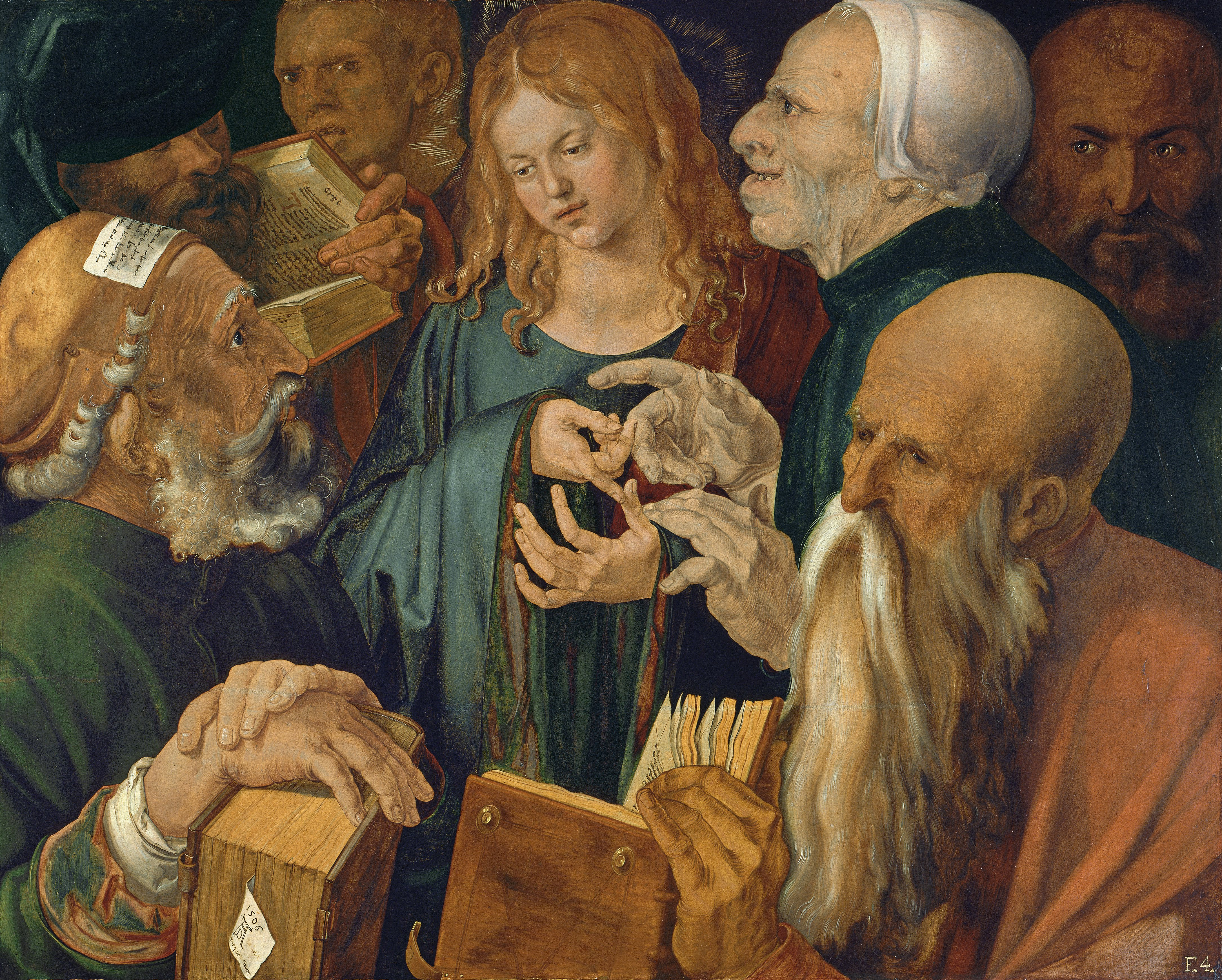
Albrecht Dürer, Cristo dodicenne tra i dottori, 1506, Madrid, Museo Thyssen-Bornemisza

Il tema trattato vanta vari precedenti rinascimentali e proprio uno dei più notevoli di essi potrebbe essere stato diretta fonte di ispirazione del Borgianni per questa prova, annoverata tra le sue opere più belle. Si tratta del dipinto di identico soggetto licenziato da Albrecht Dürer un secolo prima, tavola verosimilmente eseguita dal maestro bavarese proprio a Roma e che dalla città potrebbe non essersi mai mossa sino al 1934 (quando uscì dalla collezione Barberini, lasciando il territorio italiano).
Già Zeri in effetti (che pur non menziona il precedente dureriano) ravvisava nel quadro del Borgianni una connotazione veneta - magari meditata dalla visione da parte dell'artista romano di opere spagnole di El Greco -, venetismo di cui pure è permeato il quadro del grande norimbergense. Da tale illustre predecessore Borgianni probabilmente deriva alcuni tratti fisionomici dei vecchi astanti e la generale impaginazione compositiva: in uno spazio limitato sono collocate, in stretto contatto tra loro, più figure inquadrate a mezzo busto e in primo piano, con Gesù giovinetto al centro, mentre sono intente nella disputa sulle scritture. 
Il gestire delle mani di Cristo ha un peculiare significato. Egli con la mano destra fa segno verso il grande libro aperto retto dal rabbino in manto giallo-oro e con la sinistra indica sé stesso. Il senso di questo gesto è che Gesù si rivela agli Ebrei come il Messia che la Tōrāh - il libro del rabbino  - annuncia, ovvero - significato alternativo o piuttosto complementare -, che alla vecchia legge veterotestamentaria (simboleggiata sempre dal libro) sta per succedere una nuova legge, di cui lo stesso Cristo è il Verbo. 
Non senza implicazioni allegoriche sembra essere il fatto che il rabbino a sinistra della tela - figura che è sembrata avvicinabile ai modi del Ter Brugghen -, cioè il diretto interlocutore di Gesù, indossi degli occhiali. Le parole di verità pronunciate dal Salvatore consentono finalmente di vedere in modo nitido. Non a tutti però: l'uomo incappucciato di nero alle spalle del Signore forse rappresenta l'impenetrabilità di quanti tra gli Ebrei non riuscirono a credere che il Nazareno fosse il Messia (come spesso accade nella rappresentazione di questo tema nella pittura del passato, si colgono gli stereotipi antisemiti tipici dei tempi). 
Sulla destra della tela si vedono due colonne tortili. Si tratta delle colonne del Tempio di Salomone, a Gerusalemme, dove si svolse la disputa tra Gesù e i vecchi rabbini (Luca 2, 41-52). È un elemento iconografico raro nei pur non pochi precedenti su tale soggetto e si suppone che il Borgianni possa averlo ripreso da un affresco di Pellegrino Tibaldi da egli visto all'Escorial durante il suo soggiorno iberico. 

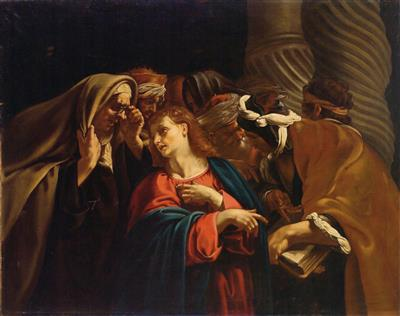
La replica Pandolfi-Elmi

Si pensa però che l'inserimento nel quadro di due sole colonne possa avere una simbologia più specifica ed ulteriore alla semplice collocazione topografica dell'evento. Si tratterebbe infatti di un'allusione alle colonne salomoniche denominate Boaz e Yakin, simbolici pilastri della religione ebraica. Il senso allegorico di questo elemento della composizione rimanda, pertanto, nuovamente alla successione del cristianesimo all'ebraismo, materialmente suggellata anche dalla successiva traslazione a Roma - per l'appunto il centro della cristianità - delle colonne dell'antico, ed ormai distrutto, tempio gerosolimitano.
La funzione iconografica delle colonne si coglie in modo ancor più chiaro nella citata replica Pandolfi-Elmi che è un po' più grande della tela di Amsterdam e gli concede quindi più spazio: le si vedono emergere isolate dallo sfondo oscuro, con una evidenziazione anche luministica che sembra effettivamente conferire loro una valenza allegorica propria. 
Una peculiare lettura del quadro ne ha ipotizzato un ulteriore possibile sottotesto. Secondo questa visione le fogge delle vesti dei dottori sembrerebbero, più che di tipo ebraico, di gusto arabeggiante. Di qui la supposizione che nel dipinto si faccia riferimento, avallandone l'opportunità religiosa, anche alla Cacciata dei mori che in quegli anni avveniva in Spagna e di cui Francisco Ruiz de Castro fu un convinto sostenitore.